# Jean Patry
Jean Patry (Montpellier, 27 de dezembro de 1996) é um jogador de voleibol francês que atua na posição de oposto.

## Carreira

### Clube
Patry iniciou sua carreira no Centro Nacional de Volley-Ball, em 2012. Em 2013 o atleta se profissionalizou e foi contratado pelo Montpellier UC, para atuar na primeira divisão do campeonato francês. Após atuar por seis temporadas no clube francês, o oposto assinou contrato com o Top Volley Cisterna.
Ao término da temporada, o atleta foi anunciado pelo Allianz Milano para reforçar o clube na temporada 2020–21. Em sua temporada de estreia, o oposto conquistou o título Copa Challenge no ano seguinte.
Em julho de 2023, Patry foi anunciado como o novo reforço do polonês Jastrzębski Węgiel.

### Seleção
Patry fez parte da seleção sub-20 que conquistou a medalha de bronze no Campeonato Europeu da categoria em 2014. Estreou na seleção adulta francesa na fase classificatória da Liga Mundial de 2017. No ano seguinte foi vice-campeão Liga das Nações após derrota para a seleção russa na final. Três anos após voltou a subir ao pódio na Liga das Nações, porém desta vez, conquistando a medalha de bronze. Em agosto do mesmo ano, Patry se tornou campeão olímpico ao derrotar o Comitê Olímpico Russo na final dos Jogos Olímpicos de Tóquio.
Em 2022 conquistou o inédito título da Liga das Nações, sendo premiado também como o melhor oposto da competição.

## Títulos
Allianz Milano
- Copa Challenge: 2020–21

Jastrzębski Węgiel
- Campeonato Polonês: 2023–24

## Clubes
| Anos      | Clube                    |
| --------- | ------------------------ |
| 2013–2019 | Montpellier UC           |
| 2019–2020 | Top Volley Cisterna      |
| 2020–2023 | Allianz Milano           |
| 2023–2024 | Jastrzębski Węgiel       |
| 2024–     | Galatasaray HDI Istanbul |

## Prêmios individuais
- 2020: Torneio Pré-Olímpico – MVP e Melhor oposto
- 2021: Copa Challenge – MVP
- 2022: Liga das Nações – Melhor oposto
- 2024: Jogos Olímpicos – Melhor oposto